# Побєда (Рибницький район)
Побєда (рос. Победа; рум. Pobeda) — село в Рибницькому районі в Молдові (Придністров'ї). Комуна — Леніне.
Згідно з переписом населення 2004 року у селі проживало 57,1% українців.